# Lower Prospect
Lower Prospect est une communauté résidentielle rurale de la municipalité régionale d'Halifax, dans la province canadienne de la Nouvelle-Écosse, dans la péninsule de Chebucto.